# Codex Theresianus

Codex Theresianus a fost un cod de legi redactat la cererea împărătesei Maria Terezia a Austriei.
Printr-un memoriu din 1753, împărăteasa a instituit o comisie de compilare condusă de Joseph von Azzoni (1712-1760) și o comisie de revizie care au lucrat la Brno și au prezentat în 1766 rodul muncii lor: Codex Theresianus.
Codul era încă prea marcat de dreptul roman, prea bazat pe cazuistică și mult prea cuprinzător. De aceea, Codex Theresianus a rămas un simplu proiect de lege, care nu a intrat niciodată în vigoare, în ciuda faptului că în perioada 1772-1776 a fost revizuit și adaptat de Johann Bernhard Horten (1735-1786).
În 1787, sub Iosif al II-lea al Sfântului Imperiu Roman, a intrat în vigoare Codul Iosefin, care s-a aplicat până în 1812.
Un exemplar, în manuscris, al Codex Theresianus se găsește la Biblioteca Batthyaneum.